# Dawid Sokolinski
Dawid Moisiejewicz Sokolinski (ros. Давид Моисеевич Соколинский, ur. 19 maja?/1 czerwca 1902 w Odessie, zm. 21 stycznia 1940) – funkcjonariusz radzieckich organów bezpieczeństwa, starszy major bezpieczeństwa państwowego.

## Życiorys
Odeski Żyd, od kwietnia 1919 do lipca 1920 w Armii Czerwonej, od 1920 w RKP(b), od lipca 1920 do lipca 1921 zastępca kierownika wydziału organizacyjnego powiatowego komitetu KP(b)U w Bałcie, zastępca przewodniczącego powiatowej rady związków zawodowych. Od lipca 1921 do kwietnia 1928 kolejno pełnomocnik biura politycznego powiatowej Czeki w Bałcie, pełnomocnik okręgowego oddziału GPU w Mikołajowie, szef oddziału GPU w Bałcie i pomocnik szefa okręgowego GPU w Stalino (obecnie Donieck). W kwietniu-maju 1928 pomocnik szefa Wydziału Specjalnego Ukraińskiego Okręgu Wojskowego, od 22 maja 1928 do 1930 szef oddziału Wydziału Informacyjnego Zarządu Szkoleniowo-Organizacyjnego GPU przy Radzie Komisarzy Ludowych Ukraińskiej SRR, 1930-1931 p.o. szefa tego Zarządu, od 1931 do 31 maja 1932 pomocnik szefa Wydziału Specjalnego GPU przy Radzie Komisarzy Ludowych Ukraińskiej SRR i zarazem pomocnik szefa Wydziału Specjalnego GPU Ukraińskiego Okręgu Wojskowego. Od 31 maja do 21 grudnia 1932 szef Mołdawskiego Obwodowego Oddziału GPU i jednocześnie szef 25 Pogranicznego Oddziału OGPU, od 21 grudnia 1932 do 10 lipca 1934 szef obwodowego oddziału GPU w Winnicy, od 15 lipca 1934 do 16 grudnia 1936 szef Zarządu NKWD obwodu winnickiego, od 5 grudnia 1935 major bezpieczeństwa państwowego. Od 16 grudnia 1936 do 23 stycznia 1937 szef Zarządu NKWD obwodu dniepropetrowskiego, 20 grudnia 1936 awansowany na starszego majora bezpieczeństwa państwowego, od 21 stycznia do 3 kwietnia 1937 szef Wydziału III Zarządu Bezpieczeństwa Państwowego (UGB) NKWD Ukraińskiej SRR. Od 3 kwietnia 1937 do 26 lutego 1938 szef Zarządu NKWD obwodu donieckiego, od 26 lutego do 30 kwietnia 1938 szef Zarządu NKWD obwodu czelabińskiego, od 21 kwietnia 1938 do lutego 1939 szef Centralnego Zarządu morskiej floty naftowej Ludowego Komisariatu Przemysłu Wodnego ZSRR. Deputowany do Rady Najwyższej ZSRR 1 kadencji. Odznaczony Orderem Lenina (19 grudnia 1937) i Odznaką "Honorowy Pracownik Czeki/GPU (XV)" (20 grudnia 1932). W styczniu 1939 aresztowany, później skazany na śmierć i rozstrzelany.